# Friesener Warte

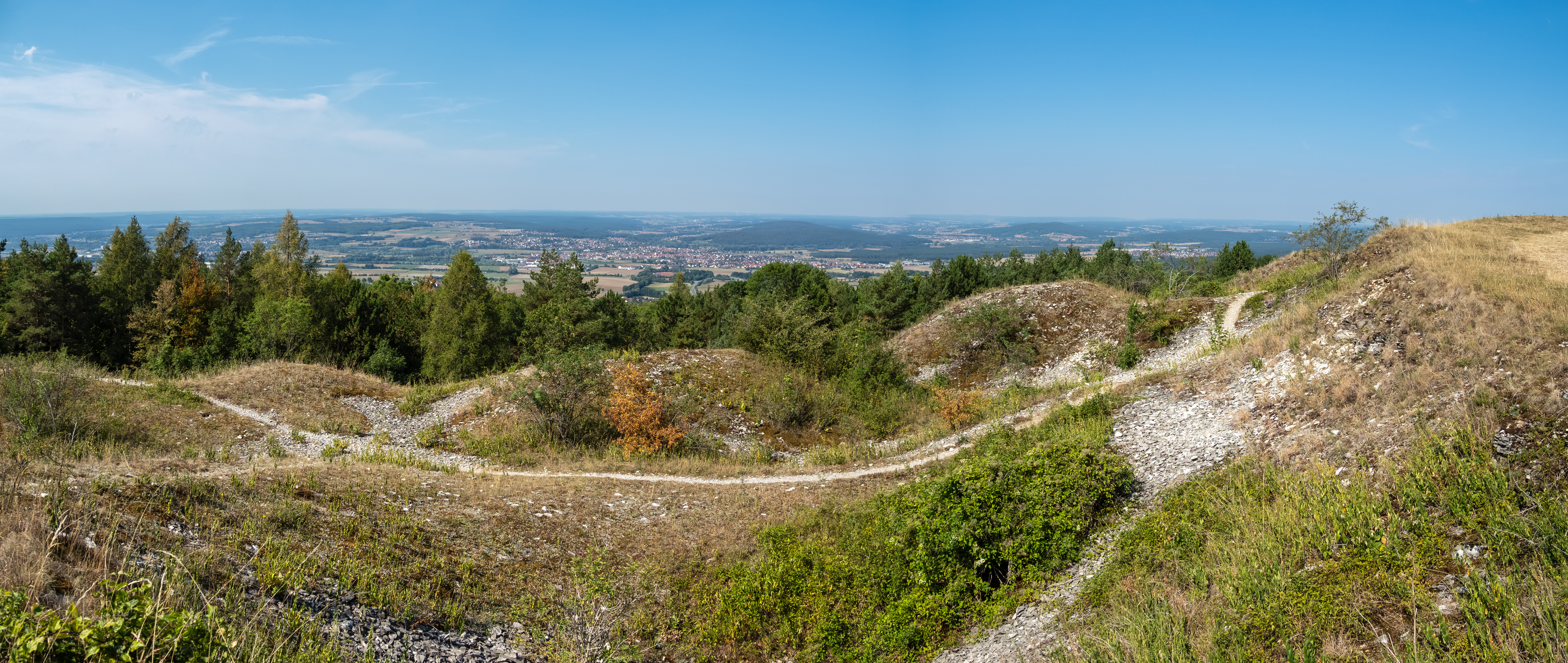
Friesener Warte

Die Friesener Warte ist ein 561,7 m ü. NN hoher Berg der Fränkischen Alb im Gebiet der Marktgemeinden Hirschaid und Buttenheim im oberfränkischen Landkreis Bamberg in Bayern (Deutschland).

## Geographische Lage
Die Friesener Warte liegt im Naturpark Fränkische Schweiz-Veldensteiner Forst am Westrand der Fränkischen Schweiz. Im Gemeindegebiet von Hirschaid erhebt er sich rund 800 m nordöstlich des namensgebenden Ortsteils Friesen; seine Ostflanke fällt in Richtung Kälberberg ab, eines Gemeindeteils von Buttenheim.
An die Nordflanke des Bergs schließt sich das gemeindefreie Gebiet Eichwald an. Während die waldreiche Friesener Warte in Richtung Westen und Süden in das Tal von Regnitz und Main-Donau-Kanal abfällt, ist sie nach Norden und Osten mit der Albhochfläche verbunden.

## Schutzgebiete
Die Friesener Warte gehört zum nördlichen Bereich des mehrteiligen Fauna-Flora-Habitat-Gebiets Albtrauf von der Friesener Warte zur Langen Meile (FFH-Nr. 6132-371) und liegt im Westteil des 2001 gegründeten, 1.021,64 km² großen Landschaftsschutzgebiets Fränkische Schweiz-Veldensteiner Forst (LSG-Nr. 322697).

## Segelfluggelände
Auf den Südausläufern der Friesener Warte, dem Buchenberg (529,6 m ü. NN) im Norden und der Warte (521,8 m ü. NN) im Süden, befindet sich das Segelfluggelände Friesener Warte mit Flugbetrieb seit 1927, das durch den LSV Friesener Warte betrieben wird.

## Befestigungen
Auf den Ausläufern der Friesener Warte befinden sich mehrere vorgeschichtliche sowie mittelalterliche Befestigungen:
- auf dem südlich gelegenen Buchenberg befand sich der Turmhügel Buchenberg, eine abgegangene mittelalterliche Turmhügelburg
- auf der südlich gelegenen Warte befand sich die Abschnittsbefestigung Warte, eine große spätlatènezeitliche Anlage
- ebenfalls auf der Warte wurde während des Mittelalters der Burgstall Friesener Warte in die spätlatènezeitliche Abschnittsbefestigung Warte eingebaut
- auf dem südlich gelegenen Knock, der sich aus halber Hanghöhe aus der Warte erstreckt, befindet sich die vorgeschichtliche Abschnittsbefestigung Knock
- auf dem nordwestlich gelegenen Ha-Knock, der sich zwischen dem Erlengraben und dem Winkelgraben erstreckt, befindet sich die vorgeschichtliche Abschnittsbefestigung Ha-Knock
- am östlichen Abfall des Berges in das Tal des Deichselbaches befindet sich eine ehemalige mittelalterliche Kleinburg, der Burgstall Ketschenstein
- am südöstlich gelegenen Ketschenberg befindet sich die vorgeschichtliche oder mittelalterliche Abschnittsbefestigung Dragonerspitz